# Wojna z Krikami

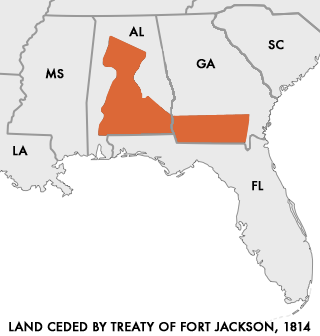
Mapa ziem utraconych przez Krików (ang. Creek) w wyniku klęski w bitwie pod Horseshoe Bend i Traktatu z Fort Jackson (1814)

Wojna z Krikami (1813–1814) – wojna części północnoamerykańskich Indian z plemienia Krików (ang. Creek) ze Stanami Zjednoczonymi. Broniąca plemiennych tradycji i sympatyzująca z Brytyjczykami grupa Krików Górnych (ang. „Upper Creek”, zwana też Red Sicks), walczyła w niej z postępem amerykańskiego osadnictwa, sprzyjającą białym grupą Krików Dolnych (ang. Lower Creek) oraz inwazją wojsk amerykańskich na swoje ziemie. Pokonani w bitwie przy zakolu rzeki Tallapoosa (ang. Horseshoe Bend), Krikowie zmuszeni zostali do zawarcia niekorzystnego traktatu z Fort Jackson i oddania USA ponad połowy plemiennych terenów w dzisiejszych stanach Alabama i Georgia.

## Geneza konfliktu
Wojna z Krikami (ang. Creek War) z lat 1813–1814 rozpoczęła się jako wojna domowa w należącym do tzw. Pięciu Cywilizowanych Narodów plemieniu Krików. Zainspirowały ją: trwająca od 1812 roku wojna Stanów Zjednoczonych z Wielką Brytanią, elokwencja wzywającego do walki z Amerykanami wodza sprzyjającej Brytyjczykom algonkińskiej konfederacji Tecumseha oraz wezwania plemiennych proroków do zachowania tradycji przodków. Grupa Krików Górnych (ang. Upper Creek) – od koloru maczug wojennych i szamańskich lasek nazywana też przez białych Czerwonymi Kijami (ang. Red Sticks) – postanowiła wówczas zmusić grupę Krików Dolnych (ang. Lower Creek), przyjmujących dobre i złe wzorce białych sąsiadów, do powrotu do tradycyjnego sposobu życia i przeciwstawienia się postępom Amerykanów. Krikowie Górni stanowili około 2/3 plemienia i mieszkali nad rzekami Alabama, Coosa i Tallapoosa. Krikowie Dolni, stanowiący około 1/3 plemienia, żyli głównie nad rzeką Chattahoochee na granicy dzisiejszej Georgii i Alabamy.
Wodzowie Krików Górnych, William Weatherford (znany też jako Czerwony Orzeł, ang. Red Eagle), Peter McQueen, Menawa i inni, starli się z przywódcami Krików Dolnych w kwestii stosunku do najazdów białych osadników na ziemie plemienne w Alabamie i Georgii, programów cywilizacyjnych realizowanych wśród Krików przez agenta do spraw Indian Benjamina Hawkinsa i korzystania przez Indian z dóbr białego człowieka. Obrońcy tradycji wzywali m.in. do porzucenia rolnictwa i hodowli na rzecz dawnego myśliwskiego trybu życia oraz zachowania wspólnej własności ziemi i zakazu jej sprzedawania białym osadnikom. Zdarzało się, że Czerwone Kije niszczyli sprzęt rolniczy, podpalali pola uprawne i zabijali bydło, odrzucając np. metalowe narzędzia kuchenne oraz niszcząc „europejską” odzież (nawet tkaną przez samych Indian).

## Wojna domowa Krików
Konflikt obu zwaśnionych stron doprowadził najpierw do starć między samymi Indianami Krik a później także do ataków wrogiej Amerykanom frakcji obrońców tubylczych tradycji na mieszkańców pogranicza. W lutym 1813 roku starzy wodzowie Krików postanowili samodzielnie ukarać grupę siedmiu wojowników Czerwonych Kijów, która dopuściła się masakry na dwóch rodzinach białych osadników znad Ohio. To doprowadziło do wybuchu otwartego konfliktu zbrojnego między obiema grupami Krików i ataku Czerwonych Kijów na osiedla szybciej asymilujących się Krików Dolnych.
Zaniepokojeni wrogą postawą i zbrojeniem się Czerwonych Kijów osadnicy – biali i mieszanego pochodzenia (Metysi) – wysłali przeciwko powracającym z Florydy z hiszpańską bronią i amunicją Krikom słabo zorganizowaną grupę milicji. 27 lipca 1813 roku zaatakowała ona osadę Krików zwaną Burnt Corn (położoną 80 mil na północ od Pensacola) i zdobyła ją, ale ostatecznie została przez Krików rozbita. Krikowie uznali tę napaść za wypowiedzenie wojny i zaatakowali Fort Mims, tymczasową placówkę amerykańską u zbiegu rzek Tombigbee i Alabama (w pobliżu dzisiejszego Mobile), z której wyruszyła nieudana amerykańska ekspedycja. Tym samym wojna przestała być wewnętrznym konfliktem samych Krików, zaś obawiający się rozszerzenia działań zbrojnych Amerykanie rozpoczęli budowę linii fortów wzdłuż rzeki Chattahoochee.

## Przebieg wojny z USA
W wyniku mającego miejsce 30 sierpnia 1813 roku ataku Czerwonych Kijów pod wodzą McQueena i Weatherforda na słabo broniony Fort Mims poległo – według różnych źródeł – od 400 do 500 osób – białych, Metysów i Krików Dolnych. Fort spłonął, wielu jego obrońców oskalpowano, zaś większość schwytanych Murzynów stała się niewolnikami Krików. Jedynie ok. 15 osobom udało się zbiec, ich alarmistyczne wieści sprawiły, że południowo-wschodnie pogranicze Stanów Zjednoczonych ogarnęła panika, a południowe stany powołały pod broń oddziały milicji. W Tennessee płk. Andrew Jackson i gen. William Cocke uformowali do października armie liczące po 2500 żołnierzy każda. Ponadto agent Hawkins zorganizował sojuszniczy oddział Krików Dolnych, którymi dowodził William McIntosh, a do armii Jacksona dołączył 200-osobowy Regiment Czirokezów dowodzony przez Majora Ridge’a, skierowany do walki z Czerwonymi Kijami przez wodzów tego sprzyjającego Amerykanom plemienia.
W odwecie za klęskę w Fort Mims wojska gen. Johna Coffee zaatakowały i zniszczyły 3 listopada 1813 roku wioskę Talladega w Alabamie, zabijając ponad 500 wojowników Krików. Nieskoordynowane trzy korpusy ekspedycyjne milicji, liczące łącznie ok. 7000 żołnierzy, wtargnęły na ziemie Krików. Pozbawione wsparcia walczącej z Brytyjczykami armii nie dotarły jednak do głównych osiedli Czerwonych Kijów, ani nie zniszczyły ich zasadniczych sił. Choć zmierzały z trzech stron w samo centrum terytorium Krików, na tzw. Świętą Ziemię (ang. Holly Ground) u zbiegu rzek Tallapoosa i Coosa, to stosunkowo nieliczni i słabo uzbrojeni (mający tylko ok. 1000 sztuk broni palnej oraz łuki) wojownicy Czerwonych Kijów desperacko bronili się w głębi dobrze znanych sobie puszcz. Jednak ani ich starania, ani wysiłki szamanów nie były w stanie powstrzymać postępów przeważających sił amerykańskich.
Dowodzącym 1000-osobowym oddziałem milicji z Missisipi gen. Clairborne nękał pod koniec 1813 roku osiedla Krików w okolicach Fort Stodderd, ale żadnej większej bitwy z Czerwonymi Kijami nie stoczył. Dopiero w starciu 23 grudnia ludzie Clairborne’a zabili ok. 30 „wrogich Indian”, spalili 260 domów i niemal schwytali do niewoli Williama Weatherforda. Tymczasem 29 listopada 1813 roku milicja Georgii zniszczyła wioskę Auttose, ale ranny gen. John Floyd nie kontynuował pościgu. Dopiero w połowie stycznia jego oddział, liczący ok. 1300 milicjantów i 400 sojuszniczych Krików, ruszył w stronę wsi Tuckaubatchee na spotkanie z siłami Jacksona. Został jednak powstrzymany 29 stycznia 1814 roku w bitwie nad Calibee Creek, w której poniósł straty ok. 20 zabitych i 130-150 rannych. Clairborne wycofał się do Fort Mitchell i było to ostatnie starcie milicji z Georgii w walkach z Czerwonymi Kijami.
Prowadzona przez płk. Jacksona milicja z Tennessee w listopadzie 1813 roku pobiła Czerwone Kije dwukrotnie, pod Tallushatchee i Talladega, ale problemy z zaopatrzeniem i dyscypliną wojska spowolniły postępy amerykańskiej ofensywy z północy. W grudniu wygasł trzymiesięczny okres powołania większości oddziałów i dopiero po nadejściu posiłków w połowie stycznia Jackson wyruszył z Fort Strother w kierunku czirokeskiej wsi Emuckfaw, gdzie miał nadzieje spotkać się z milicją z Georgii. Był to długi i ryzykowny marsz w trudnym terenie, szczególnie zważywaszy na brak doświadczenia i dyscypliny wśród rekrutów. Po dwóch nierozstrzygniętych starciach – pod Emuckfaw (22 stycznia) i nad Enotachopo Creek (24 stycznia), z łącznymi stratami 24 zabitych i 71 rannych – oddziały Jacksona wycofały się do Fort Strother, gdzie otrzymały wsparcie regularnego 39. Pułku Piechoty i nowego zaciągu milicji pod dowództwem gen. Coffee. W styczniowych starciach Krikowie stracili ponad 50 zabitych i najlepszą okazję do pobicia Amerykanów. Wzmocnione do ok. 5000 żołnierzy oddziały z Tennessee aż do marca szkoliły się i budowały drogi nad rzeką Coosa.

## Bitwa nad Horseshoe Bend

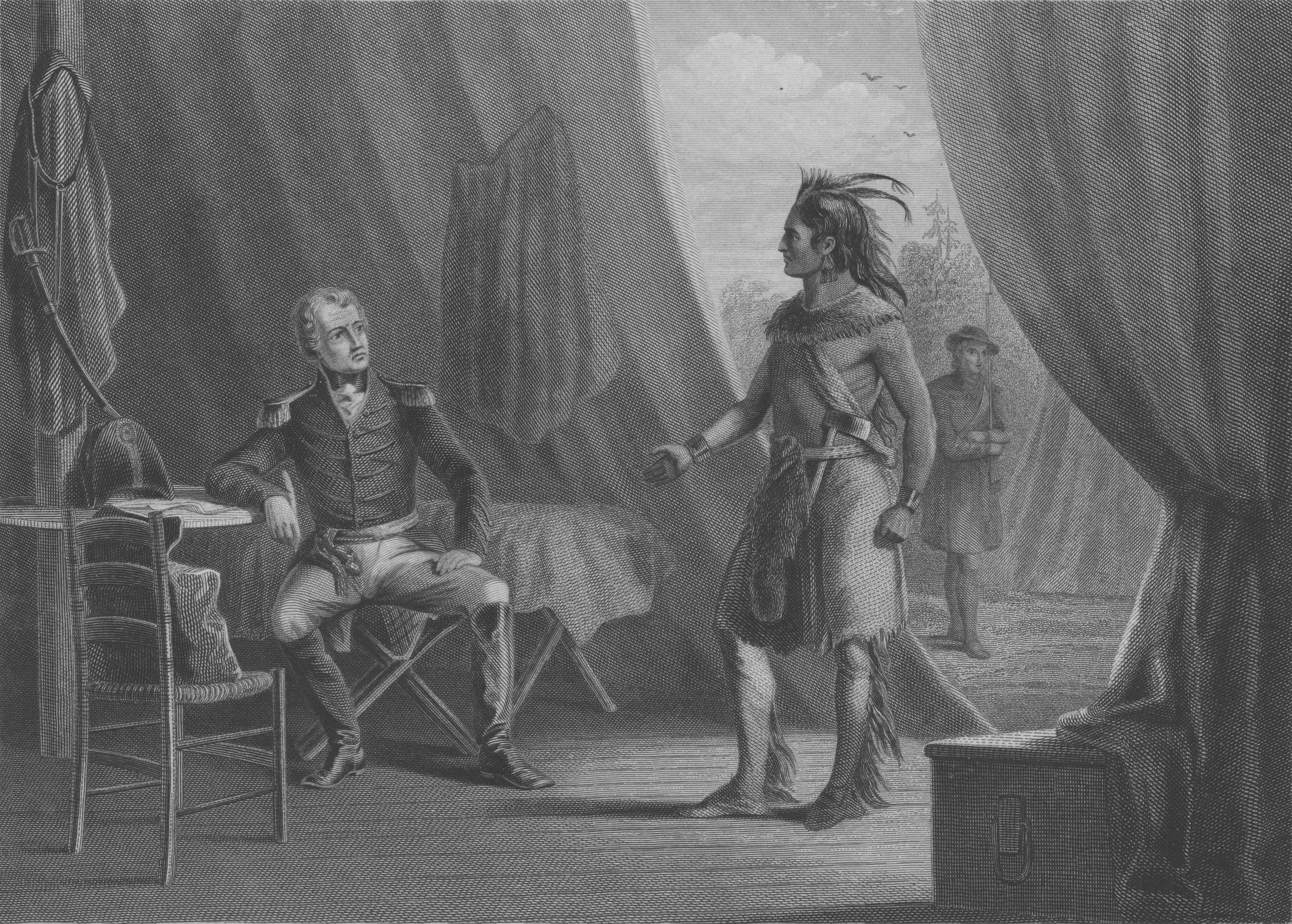
Andrew Jackson i William Weatherford po bitwie pod Horseshoe Bend (1814). Wódz zrobił ponoć na pułkowniku takie wrażenie, że ten puścił go wolno.

W połowie marca 1814 roku oddziały płk. Jacksona ponownie wyruszyły na ziemie Krików, w połowie drogi założyły nowy Fort William, a następnie w ciągu 3 dni przebyły przez puszczę 52 mile i 26 marca rozbiły obóz na północ od Horseshoe Bend (Zakola Podkowy) na rzece Tallapoosa. Kolejnego ranka gen. Jackson wysłał gen. Coffee z 700 żołnierzami oraz 600 indiańskimi sprzymierzeńcami z plemion Czirokezów i Krików Dolnych, by przekroczyli rzekę i okrążyli jej zakole. Liczącą około 2000 ludzi resztę sił, w tym milicję z Tennessee i 39. Pułk Piechoty pociągnął na półwysep i rozpoczął dwugodzinny – niezbyt skuteczny – ostrzał artyleryjski barykady z bali ułożonej przez Czerwone Kije.
Około południa część Czirokezów gen. Coffee przekroczyła rzekę i zaatakowała Czerwone Kije od tyłu. Wówczas Jackson nakazał czołowy atak na bagnety, a jego żołnierze pokonali barykadę i walczyli w bezpośrednim starciu na południowym krańcu półwyspu aż do zmierzchu. Wieczorem co najmniej 800 z 1000 Czerwonych Kijów wodza Menawy było martwych (557 poległo w boju, a 200–300 utonęło w rzece). Sam Menawa, choć ciężko ranny, zdołał zbiec, a Weatherford dostał się do niewoli. Straty wojsk Jacksona wyniosły 49 zabitych i 154 rannych, w tym wielu śmiertelnie.

## Konsekwencje klęski
Chociaż Czerwone Kije poniosły nad rzeką Tallapoosa porażkę, to resztki wrogich Krików nie poddawały się jeszcze przez kilka miesięcy. W sierpniu 1814 roku, wyczerpani i wygłodzeni, Krikowie Górni poddali się Jacksonowi w Wetumpka, w pobliżu obecnego Montgomery, w stanie Alabama. Kończący konflikt traktat z Fort Jackson z 9 sierpnia 1814 roku zmuszał Naród Krików do oddania Stanom Zjednoczonym 23 mln akrów (93 000 km kw.) ziemi (w tym blisko 2 mln akrów użytkowanych przez sojuszniczych Czirokezów). Pomimo protestów tych wodzów Krików, którzy walczyli po stronie Amerykanów, plemię utraciło ponad połowę ziem swoich przodków. Po pokonaniu Krików gen. Jackson mógł się skupić na wojnie z Brytyjczykami w rejonie Zatoki Meksykańskiej i – po rajdzie na hiszpańską Florydę i wyparciu Brytyjczyków z Pensacola – 8 stycznia 1815 roku pokonał ich ostatecznie w bitwie pod Nowym Orleanem. Wielu Krików, obawiających się represji Amerykanów, zbiegło na południe i osiadło przejściowo na Florydzie, gdzie Jackson najechał ich ponownie w roku 1818. W 1819 roku na dawnych terenach Krików utworzono stan Alabama i przyjęto go do Unii.
W 1829 roku, po części dzięki sławie zyskanej po bitwach przy Horseshoe Bend i o Nowy Orlean, Andrew Jackson wybrany został siódmym prezydentem Stanów Zjednoczonych. Rok później, w 1830 roku, podpisał ustawę o przesiedleniu Indian (ang. Indian Relocation Act), nakazującą – mimo sprzeciwu Sądu Najwyższego – wszystkim plemionom żyjącym dotąd na wschód od Missisipi opuszczenie swoich ziem i osiedlenie się na wyznaczonym dla nich Terytorium Indiańskim na Zachodzie. Zmuszeni do wędrówki za Missisipi w 1838 roku Czirokezi nazwali ten tragiczny dla nich marsz „Szlakiem Łez”. Południowy wschód Stanów Zjednoczonych, oczyszczony z większości Indian i wolny od gróźb zewnętrznej interwencji, mógł bez przeszkód zostać zajęty przez białych osadników i ich czarnych niewolników.